# レブンコザクラ
レブンコザクラ（礼文小桜、学名：Primula farinosa subsp. modesta var. matsumurae）はサクラソウ科サクラソウ属の多年草。礼文島に自生する。桃岩展望台周辺や桃岩歩道周辺でよく見られる。ユキワリソウの変種。母種と比較して全体に大きく、一つの花茎に10個前後の花がつく。

## 保全状況評価
- 絶滅危惧II類 (VU)（環境省レッドリスト）

- 北海道版レッドデータブック：希少種 (R)